# (142275) Simonyi
(142275) Simonyi est un astéroïde de la ceinture principale.

## Description
(142275) Simonyi est un astéroïde de la ceinture principale. Il fut découvert le 8 septembre 2002 à Piszkesteto par Krisztián Sárneczky. Il présente une orbite caractérisée par un demi-grand axe de 2,56 UA, une excentricité de 0,06 et une inclinaison de 21,8° par rapport à l'écliptique.

## Compléments